# Денніс Ролстрон
Денніс Ролстрон (англ. Dennis Ralston; 27 липня 1942 — 6 грудня 2020) — колишній американський тенісист.
Найвищу одиночну позицію світового рейтингу — 5 місце досяг 1966 року (за даними Ленса Тінґея).
Здобув 41 одиночний та 3 парні титули.
Перемагав на турнірах Великого шолома в парному розряді.
Завершив кар'єру 1977 року.

## Фінали турнірів Великого шолома

### Одиночний розряд, 1 фінал (1 поразка)
| Результат | Рік  | Турнір               | Покриття | Суперник        | Рахунок        |
| --------- | ---- | -------------------- | -------- | --------------- | -------------- |
| Поразка   | 1966 | Вімблдонський турнір | Трава    | Мануель Сантана | 4–6, 9–11, 4–6 |

### Парний розряд, 9 фіналів (5–4)
| Результат | Рік  | Турнір                  | Покриття | Партнер        | Суперники                          | Рахунок                   |
| --------- | ---- | ----------------------- | -------- | -------------- | ---------------------------------- | ------------------------- |
| Перемога  | 1960 | Вімблдонський турнір    | Трава    | Рафаель Осуна  | Майк Девіс (тенісист) Боббі Вілсон | 7–5, 6–3, 10–8            |
| Перемога  | 1961 | Чемпіонат США           | Трава    | Чак Маккінлі   | Рафаель Осуна Антоніо Палафокс     | 6–3, 6–4, 2–6, 13–11      |
| Поразка   | 1962 | Чемпіонат США           | Трава    | Чак Маккінлі   | Рафаель Осуна Антоніо Палафокс     | 4–6, 12–10, 6–1, 7–9, 3–6 |
| Перемога  | 1963 | Чемпіонат США           | Трава    | Чак Маккінлі   | Рафаель Осуна Антоніо Палафокс     | 9–7, 4–6, 5–7, 6–3, 11–9  |
| Перемога  | 1964 | Чемпіонат США           | Трава    | Чак Маккінлі   | Майк Сенгстер Грем Стілвел         | 6–3, 6–2, 6–4             |
| Перемога  | 1966 | Чемпіонат Франції       | Ґрунт    | Кларк Гребнер  | Іліє Настасе Йон Ціріак            | 6–3, 6–3, 6–0             |
| Поразка   | 1966 | Чемпіонат США           | Трава    | Кларк Гребнер  | Рой Емерсон Фред Столл             | 4–6, 4–6, 4–6             |
| Поразка   | 1969 | Відкритий чемпіонат США | Трава    | Чарлі Пасарелл | Кен Роузволл Фред Столл            | 6–2, 5–7, 11–13, 3–6      |
| Поразка   | 1971 | Вімблдонський турнір    | Трава    | Артур Еш       | Рой Емерсон Род Лейвер             | 6–4, 7–9, 8–6, 4–6, 4–6   |

### Мікст, 4 фіналів (4 поразки)
| Результат | Рік  | Турнір                  | Покриття | Партнер         | Суперники                         | Рахунок         |
| --------- | ---- | ----------------------- | -------- | --------------- | --------------------------------- | --------------- |
| Поразка   | 1961 | Чемпіонат США           | Трава    | Дарлін Гард     | Маргарет Корт Боб Марк            | default         |
| Поразка   | 1962 | Вімблдонський турнір    | Трава    | Енн Джонс       | Маргарет Осборн Дюпон Ніл Фрейзер | 6–2, 3–6, 11–13 |
| Поразка   | 1966 | Вімблдонський турнір    | Трава    | Біллі Джин Кінг | Маргарет Сміт Корт Кен Флетчер    | 6–4, 3–6, 3–6   |
| Поразка   | 1969 | Відкритий чемпіонат США | Трава    | Франсуаз Дюрр   | Маргарет Корт Марті Ріссен        | 4–6, 5–7        |

## Часова шкала результатів на турнірах Великого шлему
| W | Ф | ПФ | ЧФ | #Р | КТ | К# | DNQ | A | NH |

### Одиночний розряд
| Турнір                                 | 1958  | 1959  | 1960  | 1961  | 1962  | 1963  | 1964  | 1965  | 1966  | 1967  | 1968  | 1969  | 1970  | 1971  | 1972  | 1973  | 1974  | 1975  | 1976  | 1977  | 1977  | SR     |
| -------------------------------------- | ----- | ----- | ----- | ----- | ----- | ----- | ----- | ----- | ----- | ----- | ----- | ----- | ----- | ----- | ----- | ----- | ----- | ----- | ----- | ----- | ----- | ------ |
| Відкритий чемпіонат Австралії з тенісу |       |       |       |       |       |       |       |       |       |       |       |       | ПФ    | 3р    |       |       |       |       |       |       |       | 0 / 2  |
| Відкритий чемпіонат Франції з тенісу   |       |       |       |       |       |       |       |       | 4р    |       |       | 3р    |       |       |       |       |       |       |       |       |       | 0 / 2  |
| Вімблдонський турнір                   |       |       | 2р    | 3р    | 3р    | 2р    | 1р    | ПФ    | Ф     |       | ЧФ    | 4р    | 4р    | 3р    |       |       | 1р    |       |       | 2р    | 2р    | 0 / 13 |
| Відкритий чемпіонат США з тенісу       | 1р    | 1р    | ПФ    |       | 1р    | ЧФ    | ЧФ    | ЧФ    | 4р    |       | ЧФ    | 4р    | ЧФ    | 2р    |       |       |       | 1р    |       |       |       | 0 / 13 |
| Strike rate                            | 0 / 1 | 0 / 1 | 0 / 2 | 0 / 1 | 0 / 2 | 0 / 2 | 0 / 2 | 0 / 2 | 0 / 3 | 0 / 0 | 0 / 2 | 0 / 3 | 0 / 3 | 0 / 3 | 0 / 0 | 0 / 0 | 0 / 1 | 0 / 1 | 0 / 0 | 0 / 1 | 0 / 1 | 0 / 30 |

Нотатка: 1977 року Відкритий чемпіонат Австралії відбувся двічі: в січні та грудні.